# Amagerbrogade
Amagerbrogade er en hovedfærdselsåre på Amager. Gaden starter ved Christmas Møllers Plads, hvor Torvegade bliver til Amagerbrogade, og slutter ved kommunegrænsen cirka 500 meter efter Sundbyvester Plads, hvor den bliver til Amager Landevej. 
Amagerbrogade markerer grænsen mellem de to københavnske bydele Sundbyvester og Sundbyøster.
Ifølge den lokale handelsstandsforening er Amagerbrogade Danmarks længste handelsgade.
Nærmeste metrostation er Amagerbro.
Amagerbrogade er beskrevet i Klaus Rifbjergs digt “Hjerteflod”

## Amager Landevej
Oprindelig var Amagerbrogade og Amager Landevej dele af kongevejen til Store Magleby og Dragør. Ved indlemmelsen af Sundbyerne i Københavns Kommune i 1902 hed hele vejen Amager Landevej (cyklistpavillonen Alhambra, der lå nær Sundbyvester Plads, lå således ved Amager Landevej), men efterhånden vandt navnet Amagerbrogade indpas, og i dag skifter navnet ved grænsen til Tårnby Kommune. Da Københavns Lufthavn voksede sig større og opslugte Maglebylille, blev også Amager Landevej afskåret lige nord for Store Magleby. Ved den yderste ende af Amager Landevej ligger i dag Flyvergrillen.